# 大沢野富山南道路
大沢野富山南道路（おおさわのとやまみなみどうろ）は、富山県富山市から岐阜県高山市に至る地域高規格道路「富山高山連絡道路」の一部を構成する、富山市楡原から栗山に至る全長約12 km（キロメートル）の道路である。
トンネル区間（楡原 - 須原間、約3 km）、盛土区間（須原 - 福居間、約7 km）、平面区間（福居 - 栗山間、約2 km）とで構成され、間に5か所のインターチェンジを設置する予定である。また、国道41号との接続については計画中の富山外郭環状道路の計画と合わせて決定する。
現在は全区間未供用となっており、2001年より整備の検討が始まり、2014年度より事業化された後、用地交渉や設計を進め、2019年10月27日に工事着手する。

## 概要
- 起点 : 富山県富山市楡原[2]
- 終点 : 富山県富山市栗山[2]
- 全長 : 12.0 km[2]
- 道路規格：第3種第2級（楡原 - 稲代間6.2 km）、第3種第1級（稲代 - 栗山間5.8 km）
- 設計速度：60 km/h（楡原 - 稲代間6.2 km）、60 km/h（稲代 - 栗山間5.8 km）
- 幅員：10.5 m（楡原 - 稲代間6.2 km）、19.75 m（稲代 - 栗山間5.8 km）
- 車線 : 2車線（楡原 - 稲代間6.2 km）、4車線（稲代 - 栗山間5.8 km）[2]
- 車線幅員：3.5 m
- インターチェンジの数 : 5箇所[2]

## 歴史
- 1994年度（平成6年度） : 富山高山連絡道路が計画路線として指定される[4]。
- 1996年（平成8年）8月 : 富山高山連絡道路の富山市楡原 - 栗山が調査区間に指定される[4]。
- 2001年（平成13年）
  - 1月6日 - 西ルートの方針を固める[5]。
  - 同年中 : 事業検討開始[2]。
- 2003年度（平成15年度） : 大沢野道路を大沢野・富山南道路と名称を変更。
- 2007年（平成19年）10月 : ルート帯の決定[4]。
- 2011年（平成23年）12月9日 : 都市計画決定[4]。
- 2013年度（平成25年度） : 大沢野富山南道路が富山高山連絡道路の整備区間に指定[4]。
- 2014年（平成26年） : 「大沢野富山南道路」として事業着手[2]。
- 2019年（令和元年）10月27日 : 着工[2]。

## 路線状況

### 主要構造物
名称は全て仮称
- トンネル
- 大谷川橋（大谷川）
- 神通川橋（神通川）
- 稲代IC橋
- JR高山跨線橋（高山本線）
- 大久保発電所高架橋（大久保発電所）
- 富山笹津線跨道橋（主要地方道富山笹津線）
- 塩IC橋
- 福居IC橋
- 樋橋川橋（樋橋川）

## インターチェンジなど
- IC番号欄の背景色が■である部分については道路が供用済みの区間を示している。また、施設名欄の背景色が■である部分は施設が供用されていない、完成していないことを示す。
- 未開通区間のJCT/IC名は仮称。
- 全施設富山県富山市に所在。

| IC番号               | 施設名     | 接続路線名                | 起点から （km） | 備考 |
| -------------------- | ---------- | ------------------------- | --------------- | ---- |
| -                    | 富山市栗山 | 国道41号現道              | -               |      |
| -                    | 福居IC     | 富山県道35号立山山田線    | -               |      |
| -                    | 塩IC       | 新婦スーパー農道          | -               |      |
| -                    | 稲代IC     | 富山県道341号八尾大沢野線 | -               |      |
| -                    | 春日IC     | 富山県道69号富山笹津線    | -               |      |
| -                    | 楡原IC     | 国道41号現道              | -               |      |
| 国道41号猪谷楡原道路 |            |                           |                 |      |